# پتر اشوهلا
پتر اشوهلا (انگلیسی: Petr Švehla؛ زادهٔ ۱ آوریل ۱۹۷۲) کشتی‌گیر اهل جمهوری چک است.